# Danijel Hrman
Danijel Hrman (født 7. august 1975 i Ivanec, Jugoslavien) er en kroatisk tidligere fodboldspiller (midtbane).
Hrman tilbragte størstedelen af sin karriere i hjemlandet, hvor han primært repræsenterede Varaždin. Han havde også ophold hos Dinamo Zagreb, Hajduk Split og var desuden udlandsprofessionel i både Rusland og Albanien. For det kroatiske landshold spillede han fire kampe i perioden 2001-2003.